# Ciuleandra (album al Mariei Tănase)

Ciuleandra este o compilație cu cântece interpretate de cântăreața de muzică populară Maria Tănase. Acompaniază orchestrele conduse de: Victor Predescu, Ionel Banu (3, 6, 13) Nicușor Predescu (9). Albumul este însoțit de un pliant de 36 de pagini. Note: Ingrid Baltagescu, Luna Ligi, Maria Roșca. Manager producție: Till Schumann. Înregistrările sunt realizate în București (1955-1957) și restaurate la Misiak Mastering, Hamburg. Licența:  Electrecord, România.

## Detalii ale albumului
- Gen: Folklore
- Stil: Folklore, Ballad
- Limba: Română / Franceza
- Sunet: Stereo
- Casa de discuri: Oriente Musik  Arhivat în 26 ianuarie 2010, la Wayback Machine.
- Catalog #:  RIENCD35   Arhivat în 26 ianuarie 2010, la Wayback Machine.
- Țara: Germania
- Data lansării: 10/10/2001

## Lista pieselor
- 01 - Pe vale, tato, pe vale (In the valley, my love, in the valley) [2:13]
- 02 - Marie, și Mărioară (Mary, sweet Mary) [2:31]
- 03 - Frică mi-e că mor ca mâine (I am frightened of death) [4:13]
- 04 - Ciuleandra [3:19]  [nefuncțională]
- 05 - Trenule, mașină mică (Train, little train) [3:40]
- 06 - Mâine toți recruții pleacă' (Tomorrow the recruits are leaving) [4:14]
- 07 - Astă iarnă era iarnă (This was a winter and a half) [3:13]
- 08 - Doina din Maramureș (Doina from Maramuresh) [4:03]
- 09 - Uhai, bade (Hey lover!) [2:15]
- 10 - Butelcuța mea (My little wine bottle) [1:35]
- 11 - Măi Gheorghiță, und-te duci? (Hey Gheorgita, where are you going?) [3:07]
- 12 - Tulnicul (Alpenhorn) [2:37]
- 13 - Agurida (Sour grapes) [4:27]
- 14 - Astă noapte te-am visat (Last night I dreamt of you) [3:08]
- 15 - Eu pe badea-am intrebat (I asked my lover) [2:27]
- 16 - Aseară ți-am luat basma (Yesterday I bought you a headscarf) [3:11]
- 17 - Bade, din dragostea noastră (Oh lover, our love) [4:04]
- 18 - Parauaș, apă vioară (Little stream, violin creek) [3:46]
- 19 - Toderel [2:41]
- 20 - Aș ofta să-mi iasă focul (Pain of love, burning fire) [3:03]
- 21 - Văleleu (Oh my!) [1:50]